# Sinfonie
Die Sinfonie oder Symphonie (von griechisch σύμφωνος sýmphōnos ‚zusammenklingend‘, ‚harmonisch‘) ist eine zentrale Gattung der Instrumentalmusik. Ihre klassische Form als ein aus mehreren (meist vier) Sätzen bestehendes Werk für Orchester bildete sich im 18. Jahrhundert nach dem Vorbild der Sonate aus. Seitdem behauptete die Sinfonie bis ins 20. Jahrhundert eine dominierende Stellung im Bereich der Orchestermusik.

## Entwicklung

### Barock
Seit Ende des 16. Jahrhunderts bezeichnet der italienische Begriff Sinfonia ein Werk für Orchester (eher selten mit Gesang) ohne bestimmte Formangabe. Sie findet sowohl in der Kirchenmusik als auch in der Oper, im Ballett oder in der Kammermusik als Einleitungsstück (Ouvertüre), Zwischenaktmusik oder als musikalische Illustration des Geschehens (z. B. Schlachtmusik) Verwendung.
Johann Sebastian Bach benutzte den Terminus Sinfonia nicht nur für instrumentale Eröffnungssätze in einigen seiner Kantaten, sondern auch für den Eröffnungssatz der Partita Nr. 2 seiner Clavierübung und für seine dreistimmigen Sinfonien für Klavier.

### Vorklassik (Galanter und Empfindsamer Stil)
Als Vorläufer der klassischen Sinfonie gilt die als Sinfonia bezeichnete Ouvertüre der neapolitanischen Opera seria, die bereits dreiteilig (schnell – langsam – schnell) angelegt war und damit im Gegensatz zur französischen Ouvertüre mit umgekehrter Tempofolge stand.
Ab 1730 emanzipiert sich die Neapolitanische Opernsinfonia als eigenständige Gattung von der neapolitanischen Oper, wo sie zuvor nur eröffnende oder intermittierende Funktion hatte. Sie wird fortan auch als selbständiges Konzertwerk verwendet und dabei zugleich erweitert und gründlicher durchgearbeitet. Ihr Kopfsatz enthält im Modulationsplan und in der Wiederholung der beiden Teile |: T–D:| |: D–T | T–T:| bereits keimhaft die Anlage der Sonatensatzform – zunächst monothematisch, bevor sich allmählich ein zweites Thema herausbildet. Im Laufe des 18. Jahrhunderts erweitert sich mit der Verbreitung nach Nordeuropa die ursprüngliche Dreisätzigkeit um das Menuett, einen zusätzlichen Satz, vor dem letzten eingeschobenen Satz, so vor allem in den Sinfonien der frühen Wiener Schule, der Mannheimer Schule und der Norddeutschen Schule. Im Gegensatz zur bisherigen Bindung an den Generalbass entwickelt sich der sogenannte Oberstimmensatz mit vorherrschender Melodie, wobei die Streicher eine (neue) zentrale Rolle einnehmen und die Blasinstrumente (meist 2 Oboen, 2 Hörner und 1 Fagott zur Verstärkung der Basslinie) zunächst in Begleitfunktion eingesetzt werden, später dann aber auch selbständige Aufgaben erhalten. Die Werke zeichnen sich weiter durch geradzahlige Taktgliederungen, variable Themenstruktur, Kontraste (statt barockem Einheitsaffekt) und die sogenannten Mannheimer Manieren aus.
Zu den bedeutendsten Komponisten der vorklassischen Sinfonie gehören u. a. Giovanni Battista Sammartini (Mailand), Johann Stamitz (Mannheim), Matthias Georg Monn und Georg Christoph Wagenseil (Wien), Carl Philipp Emanuel Bach (Hamburg) und Johann Christian Bach (London) sowie Johann Baptist Wanhal (Böhmen).

### Wiener Klassik
Die klassische Sinfonie besteht zumeist aus vier Sätzen. Gewichtigster Satz ist der erste, der sogenannte Kopfsatz, der meist in Sonatensatzform mit eventuell langsamer Einleitung gehalten ist und zwei gegensätzliche Themen (Haupt- und Seitenthema) vorstellt und verarbeitet. Der zweite Satz hat ein langsames oder gemäßigtes Tempo und steht in Liedform, Sonatensatz- oder Variationenform. Beim dritten Satz handelt es sich entweder um ein mittelschnelles Menuett mit Trio oder um ein schnelles Scherzo. Der vierte Satz, das Finale, ist meist ein Rondo, ein Sonatensatz oder ein Sonatenrondo. Die beiden Ecksätze (Kopfsatz und Finale) und üblicherweise auch der dritte Satz stehen dabei in der Grundtonart, der langsame Satz hingegen in einer verwandten Tonart (Dominant-, Subdominant- oder Paralleltonart).
| Satz                | Form                                               | Tempo                                                      | Tonart                                                         |
| ------------------- | -------------------------------------------------- | ---------------------------------------------------------- | -------------------------------------------------------------- |
| 1. Satz, „Kopfsatz“ | Sonatensatzform                                    | schnell                                                    | Grundtonart (Tonika)                                           |
| 2. Satz             | Liedform oder Sonatensatzform oder Variationenform | langsam oder gemäßigt                                      | verwandte Tonart (Dominante, Subdominante oder Paralleltonart) |
| 3. Satz             | Menuett oder Scherzo                               | mittelschnell (Menuett) schnell bis sehr schnell (Scherzo) | Grundtonart                                                    |
| 4. Satz, „Finale“   | Sonatensatzform oder Rondo bzw. Sonatenrondo       | schnell                                                    | Grundtonart                                                    |

Als Schöpfer der klassischen Sinfonie gilt Joseph Haydn, der ab Mitte des 18. Jahrhunderts die bestehenden Ansätze zusammenfasste und der Gattung zu europäischem Ruhm verhilft. Seine über 100 Sinfonien verteilen sich auf alle Schaffensperioden. Stets überraschend in der Erfindung und von unmittelbarer Wirkung, zeugen sie in ihrer Satztechnik, thematischen Arbeit, differenzierten Instrumentierung und klaren Formdisposition zugleich von höchster Meisterschaft. Wolfgang Amadeus Mozart komponierte über 50 Sinfonien. Während seine Jugendwerke bereits durch Ideenreichtum, Eleganz und Kantabilität auffallen, findet er unter Haydns Einfluss (durchgearbeiteter Satz) insbesondere in seinen letzten Sinfonien einen vollendet tiefen und persönlichen Ausdrucksgehalt.
Ludwig van Beethoven führt die sinfonische Tradition Haydns fort und steigert seine 9 Sinfonien über den Gattungsbegriff hinaus zu Einzellösungen. Für die später folgende Romantik ist er der wichtigste Bezugspunkt. Einige Komponisten verzweifelten gar an dem „titanischen“ Vorbild, so meinte beispielsweise Johannes Brahms, dass er „nie eine Symphonie komponieren werde, da er immer so einen Riesen [Beethoven] hinter sich marschieren höre“.
Beethoven führt die sogenannte thematisch-motivische Arbeit (d. h. die Verwendung von aufeinander bezogenen musikalischen Elementen und Fragmenten) zu einer nahezu jeden Takt beherrschenden Dichte und erreicht dadurch einen zwingenden Zusammenhang aller Partien. Der emotionale Gehalt seiner Sinfonien erfährt auf diese Weise vor allem in den Kopfsätzen eine intensivierte Kontrastierung, bisweilen eine dem tragischen Schauspiel verwandte Konflikthaftigkeit (v. a. in der 3. Sinfonie und 5. Sinfonie). Im Zuge dieser Dramatisierung des musikalischen Ausdrucks verstärkt Beethoven den Orchesterapparat um weitere Hörner (3 Hörner in der 3. und 4 Hörner in der 9. Sinfonie), fügte Posaunen (in der 5., 6. und 9. Sinfonie) sowie eine Piccoloflöte (in der 5., 6. und 9. Sinfonie) und ein Kontrafagott (in der 5. und 9. Sinfonie) hinzu und erweiterte das Schlagwerk um eine 3. Pauke sowie um Große Trommel, Becken und Triangel (9. Sinfonie). Weiter setzt er die Blechblasinstrumente vermehrt auch in melodischer Funktion ein, so z. B. die Hörner in der 3. oder die Posaunen in der 9. Sinfonie. In der 9. Sinfonie stellt er das Scherzo dem langsamen Satz voran, in der 5. Sinfonie verbindet er die beiden letzten Sätze, in der 6. Sinfonie die letzten drei Sätze (attacca). Die 6. Sinfonie erweitert Beethoven erstmals auf fünf Sätze und in der 9. treten im Finale außerdem Gesangssolisten (SATB) und Chor zum Orchester. Weitere Neuerungen betreffen die Satztechnik (durchbrochene Arbeit und obligates Akkompagnement), die Kühnheit der Harmonik, die Dehnung der Form im Kopf- oder Schlusssatz (v. a. der Durchführung und Coda, die oft zu einer Art „Schlussdurchführung“ wird) sowie das Zitieren vorangegangener Sätze im Finale (u. a. in der 5. und 9. Sinfonie). Die Spieldauer der einzelnen Werke liegt dabei zwischen circa 25 und 75 Minuten. Auch der Einbezug außermusikalischer Elemente in die Sinfonie geht weitgehend auf Beethoven zurück: In der 6. Sinfonie (Pastorale) bezieht er klangliche Naturereignisse ein (z. B. Vogelrufe im 2. Satz mit dem Titel Szene am Bach oder Gewitter und Sturm im gleichnamigen 4. Satz) und imitiert eine Dorfkapelle im 3. Satz. In der 9. Sinfonie verwendet er die explizite Textvorlage des Gedichts An die Freude von Friedrich Schiller für einen groß angelegten Vokalabschnitt mit Gesangssolisten und Chor im 4. Satz. Darüber hinaus werden musikalische Zitate aus den drei vorangegangenen Sätzen sowie die einleitenden Worte „Oh Freunde, nicht diese Töne!“ voraus geschickt. Diese von Beethoven initiierte Vokalsinfonik wird später von Felix Mendelssohn in seiner 2. Sinfonie (Lobgesang) sowie von Gustav Mahler in mehreren seiner Sinfonien fortgeführt.

### Romantik
Im Laufe des 19. Jahrhunderts gerät die Sinfonie in Konflikt zwischen neuem romantischem Ausdruck und alter klassischer Form. Einerseits wird die Gattung in romantischer Tonsprache weitergeführt, so u. a. bei Franz Schubert (8 Sinfonien, darunter eine unvollendete), Felix Mendelssohn Bartholdy (5 Sinfonien, dazu 12 Streichersinfonien), Robert Schumann (4), Johannes Brahms (4) sowie bei Pjotr Iljitsch Tschaikowski (6 Sinfonien, dazu Manfred-Sinfonie), Antonín Dvořák (9), Niels Wilhelm Gade (8) und Jean Sibelius (7), deren Werke von nationalem Kolorit geprägt sind. Andererseits verläuft die von Hector Berlioz (Symphonie fantastique) ausgehende Entwicklung einer programmatisch orientierten Sinfonie (Programmsinfonie) und Sinfonischen Dichtung, die literarisch-philosophischen Ideengehalt mit Innovation im Bereich der Form und Instrumentation verbindet, so u. a. bei Franz Liszt und Richard Strauss. Dazwischen stehen die Sinfonien von Anton Bruckner (9 Sinfonien, darunter eine unvollendete sowie zwei unnummerierte Frühwerke), welche von Beethoven, Schubert und Richard Wagner entscheidend beeinflusst sind, zugleich aber eine unverwechselbar eigene Gestalt aufweisen. Auf Anraten seiner Schüler und Freunde hat er seine Sinfonien allerdings mehrfach überarbeitet, so dass von einigen Werken mehrere Fassungen existieren. Gustav Mahler (9 Sinfonien, dazu eine unvollendete) knüpft teilweise an Bruckner an und führt die Gattung zu einem vorläufigen Höhepunkt. Seine Sinfonien sind bezüglich Umfang und Besetzung massiv erweitert, beziehen u. a. Solo- und Chorstimmen sowie Fernorchester und weitere Spezialinstrumente (Harfe, Orgel, Harmonium, Celesta, Gitarre, Mandoline, Flügelhorn, Tenorhorn und diverse Schlaginstrumente) mit ein und zeichnen sich durch eine verfeinerte Orchestersprache und einen bisweilen metaphysischen Ausdruck aus.
Die romantische Sinfonie löst sich zunehmend von ihrer tradierten, klassischen Gestalt. Die Reihenfolge der Sätze wird oft vertauscht, die Anzahl der Sätze variiert. Im Zusammenhang mit der zunehmenden Komplexität der Harmonik mittels Chromatik sowie Enharmonik und der Form verändert sich auch die Disposition der Sonatensatzform: Das zur Zeit der Klassik vorherrschende Prinzip der Quintverwandtschaft (Tonika–Dominante) verlagert sich allmählich zugunsten der Terzverwandtschaften. Die Einführung einer dritten thematischen Gestalt innerhalb der Seitensatz-Ebene findet sich ansatzweise bereits bei Mozart und Beethoven, ein eigenständiges drittes Thema findet sich allerdings erst in Schuberts Großer C-Dur-Sinfonie (1828) sowie später u. a. bei Dvořák, Tschaikowski, Bruckner oder Mahler. Als neues Ordnungsprinzip des sinfonischen Zyklus werden Motive und Themen übergreifend in mehreren Sätzen eines Werks verarbeitet oder im Übergang ins 20. Jahrhundert zum Gestaltungsprinzip einer ganzen Sinfonie erhoben, so dass ein einheitlicher, in sich differenzierter musikalischer Organismus entsteht. Die Erweiterung des Aufführungsapparats führt mitunter zur Entwicklung der Sinfoniekantate, welche die Sinfonie mit dem Gesang verbindet.

### Musik des 20. und 21. Jahrhunderts
Seit Beginn des 20. Jahrhunderts gibt es kaum mehr einen einheitlichen Gattungsbegriff. Es entstanden zwar – wenn auch in immer geringerer Zahl – weiterhin Sinfonien, diese sind allerdings hinsichtlich Stilistik, Orchesterbesetzung und Spieldauer äußerst variabel. Zu den bedeutendsten Komponisten gehören u. a. von Sergei Prokofjew (7 Sinfonien, 2 unveröffentlichte), Sergei Rachmaninow (3), Dmitri Schostakowitsch (15), Bohuslav Martinů (6), Nikolai Mjaskowski (27), Karl Amadeus Hartmann (8), Arthur Honegger (5), Anton Webern (Symphonie op. 21), Hanns Eisler (Deutsche Sinfonie op. 50), Alan Hovhaness (67), Hans Werner Henze (10), Darius Milhaud (12), Peter Maxwell Davies (10), Philip Glass (12), Krzysztof Penderecki (8), Allan Pettersson (17), Alfred Schnittke (9 Sinfonien), Mieczysław Weinberg (22), Witold Lutosławski (4), George Enescu (5 Sinfonien, 4 frühe), Heitor Villa-Lobos (12), Benjamin Britten, Ralph Vaughan Williams (9), Edward Elgar (3), Malcolm Arnold (9), Charles Ives (4 Sinfonien, dazu Universe Symphony), Henry Cowell (20), Paul Hindemith, Igor Strawinsky, Bernd Alois Zimmermann (Sinfonie in einem Satz) und Wolfgang Rihm.